# Jeantes
Jeantes ist eine französische Gemeinde mit 224 Einwohnern (Stand 1. Januar 2022) im Département Aisne in der Region Hauts-de-France (vor 2016 Picardie). Sie gehört zum Arrondissement Vervins, zum Kanton Hirson und zum Gemeindeverband Trois Rivières.

## Geographie
Die Gemeinde Jeantes liegt in der Landschaft Thiérache, 16 Kilometer südlich von Hirson. Die größten Ortsteile von Jeantes sind Coutenval und La Sablonnière.

### Nachbargemeinden
Umgeben ist Jeantes von den Nachbargemeinden Landouzy-la-Ville und Bucilly im Norden, Besmont im Nordosten, Coingt im Südosten, Dagny-Lambercy im Süden, Bancigny im Südwesten sowie Plomion im Nordwesten.

## Bevölkerungsentwicklung
| Jahr                       | 1962 | 1968 | 1975 | 1982 | 1990 | 1999 | 2011 | 2022 |
| Einwohner                  | 372  | 316  | 254  | 236  | 230  | 213  | 221  | 224  |
| Quellen: Cassini und INSEE |      |      |      |      |      |      |      |      |

## Sehenswürdigkeiten
- Wehrkirche Saint-Martin, Monument historique seit 1987[1]

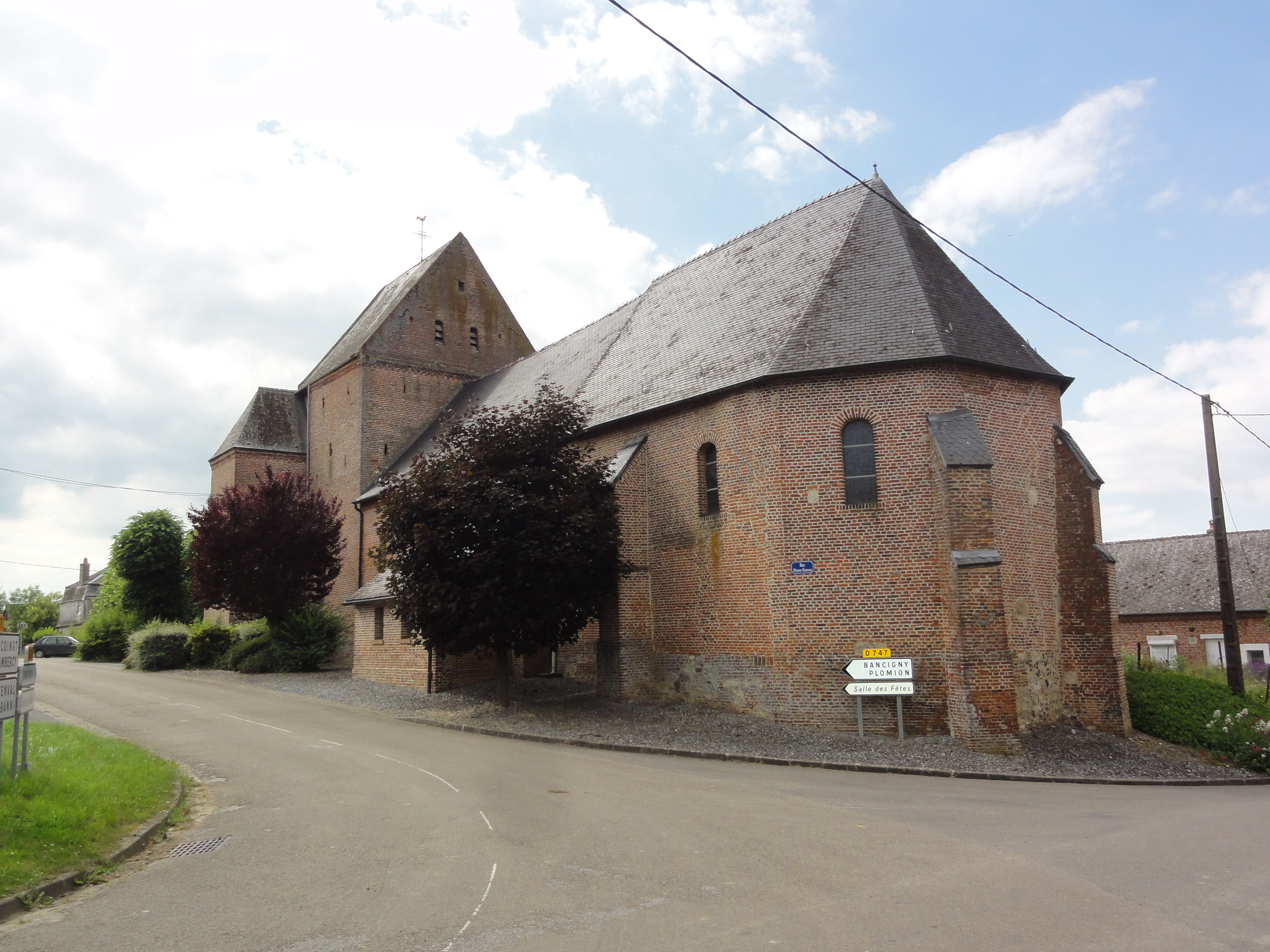
Kirche Saint-Martin
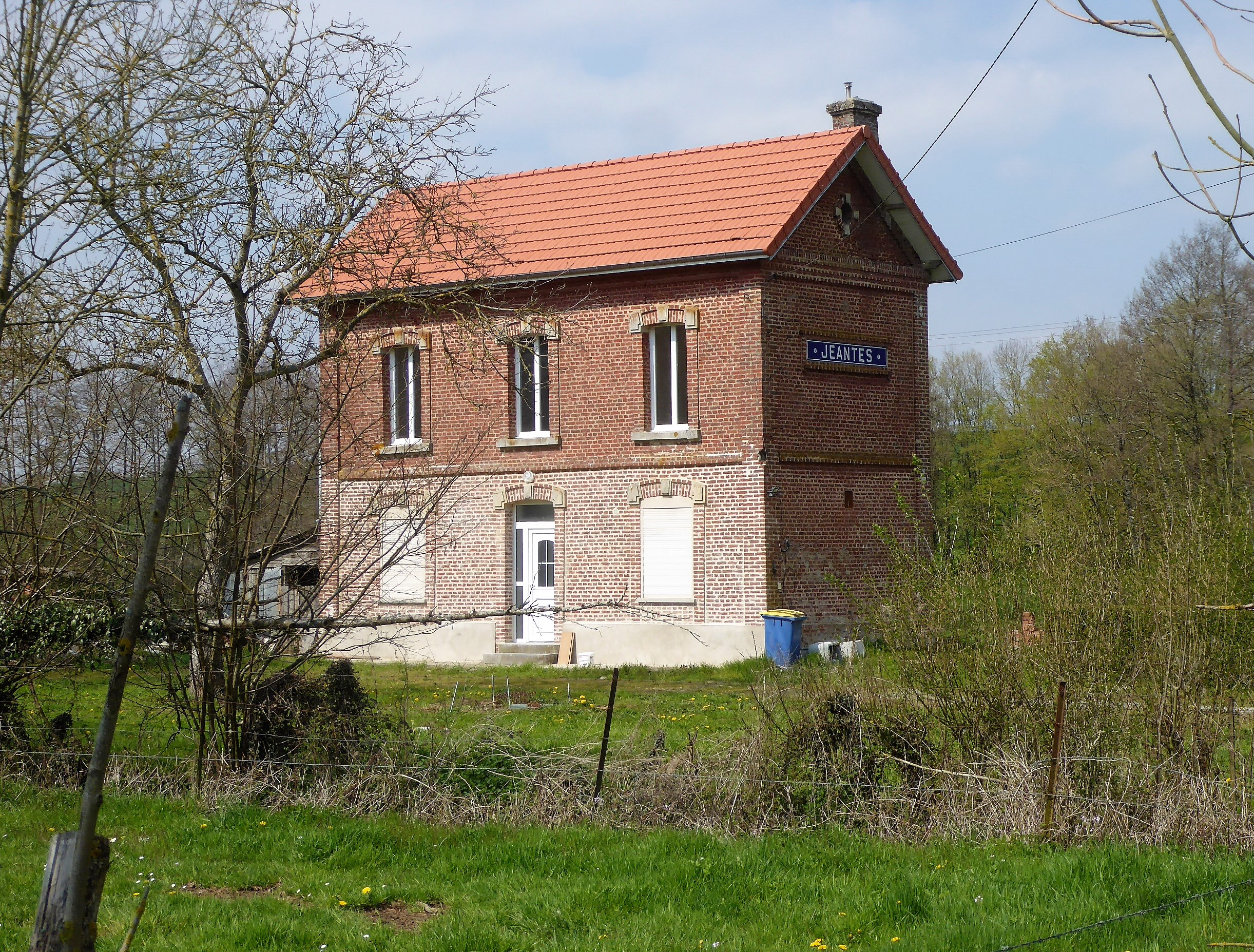
Ehemaliger Bahnhof
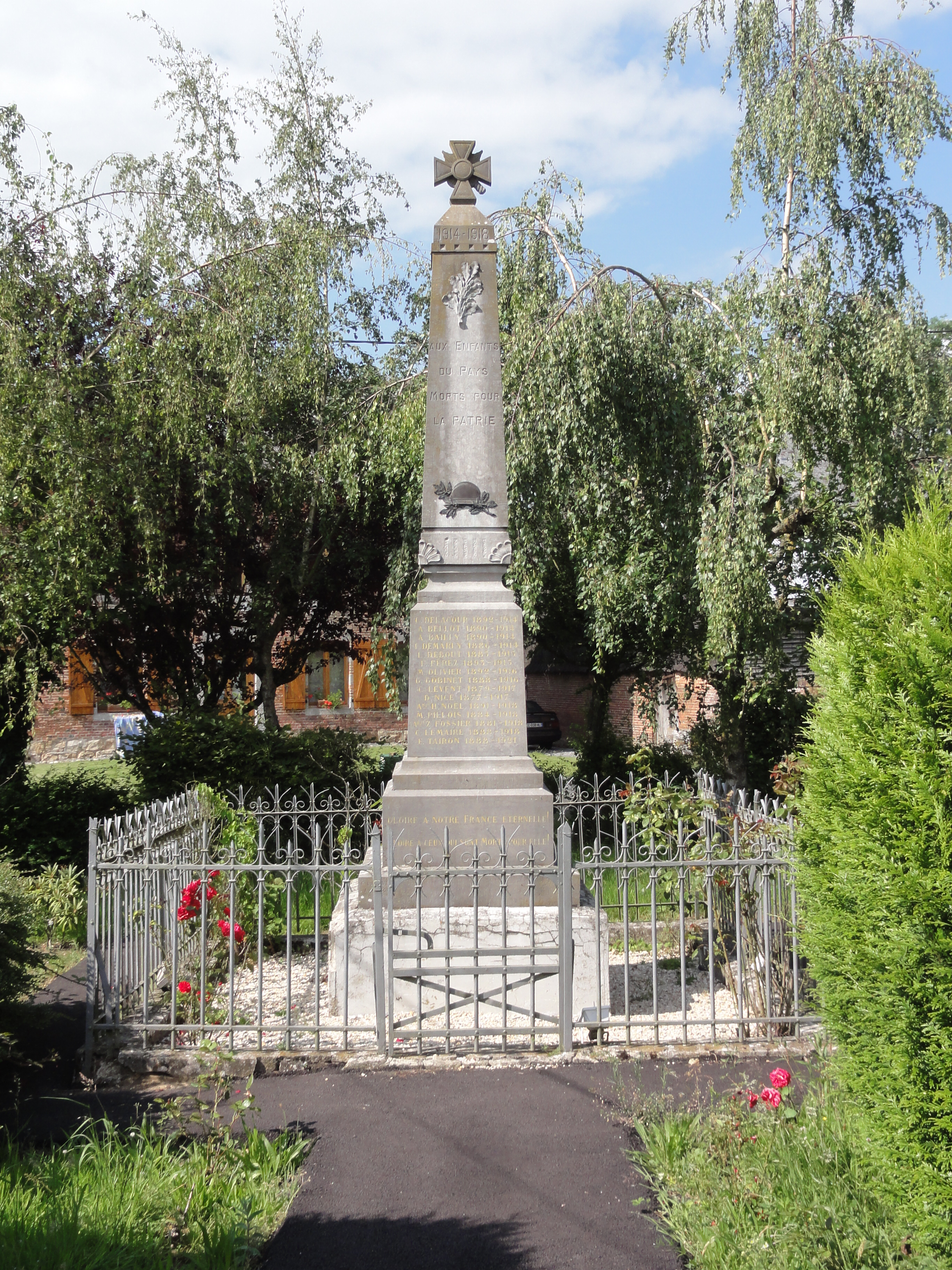
Gefallenendenkmal